# Quel che non volete
Quel che non volete: Un dramma a tesi per un pubblico progressista (What You Won't: A Problem Play for a Progressive Audience) è un'opera teatrale di Gilbert Keith Chesterton, pubblicata su G. K.'s Weekly nel 1926.
In una smorta sala da tè, Smith e Brown, rispettivamente un produttore teatrale e un giornalista, incontrano l’Estraneo (uno Shakespeare appena dissimulato), un omone che crea scompiglio con le sue maniere esuberanti. L’Estraneo scoprirà con sconcerto e tristezza che nella società moderna le allegre tradizioni del passato, legate a una religiosità popolare, sono ormai morte.
Il titolo dell'opera riprende ribaltandolo quello de La dodicesima notte, o quel che volete di William Shakespeare.